# Анлы
Анлы — река в Самарской области России. Устье реки находится на 15 км от устья по правому берегу реки Савруша, около села Султангулово. Длина реки — 27 километров.
Имеет два правобережных притока — Талкыш и Семенычевку.

## Данные водного реестра
По данным государственного водного реестра России относится к Нижневолжскому бассейновому округу, водохозяйственный участок реки — Большой Кинель от истока и до устья, без реки Кутулук от истока до Кутулукского гидроузла, речной подбассейн отсутствует. Речной бассейн реки — Волга от верхнего Куйбышевского водохранилища до впадения в Каспий. Код водного объекта в государственном водном реестре — 11010000812112100008074.